# Hello! (음반)
《Hello!》는 영국의 하드 록 밴드인 스테이터스 쿠오의 여섯 번째 스튜디오 음반이다. 1973년 9월 28일에 발매된 이 음반은 영국 음반 차트에서 1위를 차지한 네 개의 스테이터스 쿠오 음반 중 첫 번째 음반이다. 드러머 존 코글런이 작곡을 한 것으로 인정받은 첫 번째 스테이터스 쿠오이었다.
키보디스트 앤디 바운과 색소폰 연주자 스튜어트 블랜다머와 스티브 파는 〈Blue Eyed Lady〉에서 연주했다. 이것은 바운의 첫 번째로 참여한 스테이터스 쿠오 음반이었다. 그는 몇몇 후속 음반에 게스트로 참여했고, 몇 년 후 라인업의 고정 멤버가 되었다. 블랜다머와 파는 또한 존 밀링의 피아노가 피쳐링된 〈Forty Five Hundred Times〉에서 연주했다.

## 배경
1973년은 그들의 새로운 레이블인 버티고 레코드에서 1972년 발매된 음반들의 뒤늦은 차트 성공과 함께 현상금을 위해 시작되었고, 그들의 음반 차트의 첫 번째 톱 10 진입과 오랫동안 기다렸던 싱글 차트의 톱 10 복귀로 이어졌다. 결과적으로, 버티고의 이전 음반 회사인 파이는 그들의 1971년 음반인 《Dog of Two Head》의 싱글을 발표하기로 결정했다. 그 싱글인 프랜시스 로시와 밥 영의 〈Mean Girl〉은 발매되자마자 20위에 올랐다. 그것은 그 밴드의 1970년 음반인 《Ma Kelly's Greasy Spoon》에서 가져온 로시와 파핏 작곡의 〈Everything〉에 의해 뒷받침되었다.
1973년 8월, 새 음반의 유일한 싱글인 로시와 영의 〈Caroline〉이 발매되어 5위에 올랐다. 그것은 영국 톱 5에 오른 그 그룹의 첫 번째 싱글이었다. 그것의 B-사이드는 앨런 랭커스터와 릭 파핏이 쓴 〈Joanne〉이라는 제목의 비음반 트랙이었다.

## 평가
| 전문가 평가 | 전문가 평가 |
| 평가 점수   | 평가 점수   |
| 출처        | 점수        |
| ----------- | ----------- |
| AllMusic    | [ 1 ]       |

후향적인 리뷰에서 올뮤직은 많은 노래들의 지나치게 단순하고 일부 노래들의 지나친 방종을 비판하고 에너지를 칭찬했다. 그들은 "분명히 상업적이고 창조적인 정점에 있는 밴드의 음반인 《Hello!》는 특별히 화려하거나 지적인 것이 아니라 예외 없이 자신감 있고 편안하고 재미있다"고 결론을 내리고 음반의 결점에도 불구하고 효과적이고 재미있다고 결론지었다.

## 곡 목록
| #  | 제목                    | 작사·작곡                                               | 리드 보컬      | 재생 시간 |
| -- | ----------------------- | ------------------------------------------------------- | -------------- | --------- |
| 1. | 〈Roll Over Lay Down〉  | 프랜시스 로시, 릭 파핏, 앨런 랭커스터, 존 코글런, 밥 영 | 로시           | 5:42      |
| 2. | 〈Claudie〉             | 로시, 영                                                | 로시           | 4:05      |
| 3. | 〈A Reason For Living〉 | 파핏, 로시                                              | 파핏           | 3:45      |
| 4. | 〈Blue Eyed Lady〉      | 랭커스터, 파핏                                          | 로시, 랭커스터 | 3:53      |

| #  | 제목                         | 작사·작곡      | 리드 보컬 | 재생 시간 |
| -- | ---------------------------- | -------------- | --------- | --------- |
| 5. | 〈Caroline〉                 | 로시, 영       | 로시      | 4:16      |
| 6. | 〈Softer Ride〉              | 랭커스터, 파핏 | 로시      | 4:02      |
| 7. | 〈And It's Better Now〉      | 로시, 영       | 로시      | 3:20      |
| 8. | 〈Forty Five Hundred Times〉 | 파핏, 로시     | 파핏      | 9:50      |

## 인증
| 국가                                                  | 인증     | 판매량/출하량 |
| ----------------------------------------------------- | -------- | ------------- |
| 오스트레일리아 (ARIA)                                 | 플래티넘 | 50,000^       |
| 프랑스 (SNEP)                                         | 골드     | 100,000*      |
| 네덜란드 (NVPI)                                       | 골드     | 25,000        |
| 스웨덴 (GLF)                                          | 골드     | 25,000        |
| 스위스 (IFPI 스위스)                                  | 플래티넘 | 50,000^       |
| 영국 (BPI)                                            | 골드     | 100,000^      |
| *판매량을 기반으로 한 인증 ^출하량을 기반으로 한 인증 |          |               |